# Ridley (motorfiets)
Ridley is een Amerikaans merk van motorfietsen.
Ridley Motorcycle Company is gevestigd in Oklahoma City, Oklahoma.
RMC is een Amerikaans bedrijf gesticht door Clay Ridley. Ridley bouwde al in zijn jeugd zijn eigen auto's en motorfietsen. Toen zijn kinderen opgroeiden werd zijn hobby serieuzer: hij wilde hen iets bijzonders geven om op te rijden. Intussen maakt Ridley zijn eigen 34,75 cubic inch (880 cc) blokken. Hij maakt maar één basismodel, de vrij kleine Speedster, die echter door klanten op alle mogelijke manieren "aangekleed" kan worden. Hij noemt zijn kleine cruisers "motorcycles in ¾ scale". Tegenwoordig maakt Ridley ook een volwaardige custom-motorfiets met automatische versnellingsbak.